# Daniel Hitzig
Daniel Hitzig (* 29. August 1959 in Wattwil) ist ein Schweizer Journalist, TV-Regisseur, Moderator und Kommunikationsspezialist.

## Werdegang
Daniel Hitzig studierte an der Universität Zürich Geschichte und Publizistik, war am Medienausbildungszentrum (MAZ) in Luzern und absolvierte 2004 bis 2005 am Europainstitut der Universität Basel einen Master of Advanced European Studies.
Hitzig war ab 1978 freier Journalist sowie Mitinitiant des unkommerziellen Veranstalterkollektivs Low Budget, das von 1980 bis 1984 in Zürich Rockkonzerte etwa im Jugendhaus Drahtschmidli und in der Roten Fabrik veranstaltete, sowie Mitorganisator des alternativen Open Airs Allmendfest. 1986 war Hitzig Mitherausgeber der folgenreichen Doppel-LP Zürich: Definitiv – 1976–86.

## Karriere
Von 1985 bis 1991 moderierte Hitzig als Redaktor die Sendung Sounds! auf DRS3, 1989 initiierte er mit Sounds!-Sessions Schallplattenaufnahmen von Schweizer Bands. 1992/93 war er als Delegierter des Internationalen Komitees vom Roten Kreuz im Nahen Osten im Irak, in der Westbank sowie in Gaza.
1994 bis 1997 war Hitzig Auslandredaktor bei der Tagesschau, die er zeitweise moderierte. Dann wechselte er zur Kultursendung Next. Bis 2008 war er beim Schweizer Fernsehen für verschiedene Sendeformate als Redaktor, Moderator und Produzent tätig, etwa als Moderator von ch:filmclub. Bei Radio SRF 1 moderierte er von 2008 bis 2013 die Talksendungen Persönlich und Doppelpunkt, anschliessend war er Kommunikationsleiter bei Alliance Sud, einer Dachorganisation von Entwicklungshilfeorganisationen.
Für die Landesausstellung Expo.02 organisierte Hitzig auf der «Arteplage mobile du Jura» (AMJ) das Projekt «Die sieben Weisen», in dem Intellektuelle aus dem Ausland über die Schweiz debattierten. Die Dokumentarfilmerin Sabine Gisiger porträtierte fünf der Protagonisten in ihrem TV-Film «Homeland».
Seit 2021 ist Hitzig selbständiger Redaktor, Berater und Moderator.
Zurzeit (Mai 2024) sammelt er mit einem Crowdfunding Geld für das von ihm mitinitiierte Filmprodukt Trop chaud, das den Weg der Klimaseniorinnen nachzeichnet, die gegen die Schweiz vor dem Europäischen Gerichtshof für Menschenrechte (EGMR) einen Sieg errungen haben.
Ausserdem ist Daniel Hitzig Vizepräsident der Humanitarian Quality Assurance Initiative (HQAI), die die Arbeit von humanitären Organisationen zertifiziert. Seit 2025 ist er Präsident der Stiftung Schweizer Presserat.

## Privat
Hitzig ist mit der Filmproduzentin Karin Koch verheiratet, mit der er in Zürich lebt und einen Sohn hat. Er ist der Neffe des Fernsehpioniers Ulrich Hitzig.

## Publikationen
- Tonmodern 83. Texte, Fotos und Comics aus der aktuellen Rockmusik. Herausgeber mit Markus Kenner und Aneth Spiess, 1983, ISBN 3-908540-01-1.
- DEFINITIV – Zürich 1976–1986 (Doppel-LP), Herausgeber mit Markus Kenner, Mek May und Michael Lütscher. Vertrieb RecRec, 1986.[20]; CD Release 2001.[21]
- Das Kreuz mit dem Kreuz.[22] In: Krieger ohne Waffen. Herausgegeben von Hans Magnus Enzensberger. Die andere Bibliothek, Eichborn Verlag, 2001, ISBN 978-3-8218-4500-5.
- Freie Sicht auf die Rote Fabrik. In: Bewegung tut gut. Limmat Verlag, 2021, ISBN 978-3-03926-008-9.

## Filmografie
- 2003 – 50 Jahre Schweizer Fernsehen – Vom Schmuddelkind zum Leitmedium, TV-Dokumentation
- 2006 – Die Schweiz eine Idee, TV-Film

## Auszeichnung
- 2004 Award der International Federation of Television Archives in Paris für 50 Jahre Schweizer Fernsehen – Vom Schmuddelkind zum Leitmedium[23]